# 羅伯森 (澳大利亞國會選區)
羅伯森選區（英語：Division of Robertson），是澳大利亞新南威爾士州的下議院選區，位於該州中海岸。面積978平方公里。
自2007年起當區議員是工黨的貝林達·尼爾。該區自1983年以來勝出議員所屬政黨都能在該次大選勝出。
選區始於1900年，是聯邦成立時的七十五個原始選區之一。名字是紀念第五任州長約翰·羅伯森。